# Gare de Sørumsand
La gare de Sørumsand est une gare ferroviaire norvégienne de la ligne de Kongsvinger, située sur le territoire de la Kommune de Sørum dans le  comté d'Akershus en région Østlandet.

## Situation ferroviaire
Établie à 120 mètres d'altitude, la gare de Sørumsand est située au point kilométrique (PK) 37,53 de la ligne de Kongsvinger, entre les gares ouvertes de Svingen et de Blaker.

## Histoire

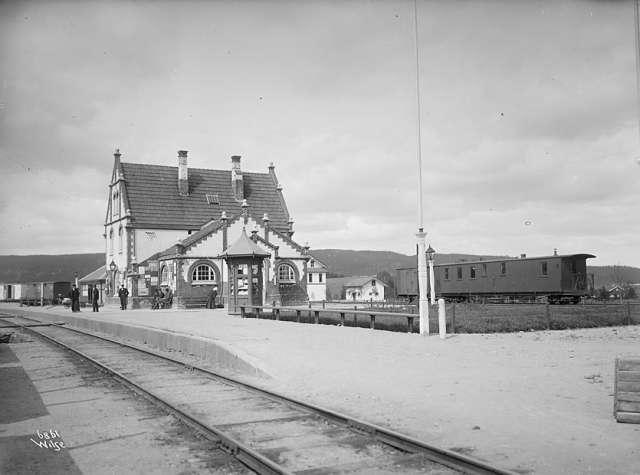
La gare en 1907.

La gare fut ouverte en 1892 comme halte ferroviaire de la Kongsvingerbanen. La gare était autrefois une gare de transition entre la ligne de Kongsvinger et celle de Urskog-Høland.
Sørumsand fut également la gare terminus de la ligne Urskog-Høland  (ligne à voie étroite) lorsque la ligne fut prolongée jusqu'à Bingsfoss en 1903. Les transformations de la gare en musée ferroviaire furent faites de 1987 à 1989. Le bâtiment est une copie de la gare de Bjørkelangen datant de 1896. Une copie de l'atelier a également été construite.
À Sørumsand on trouve également une grue ferroviaire datant de 1919 et toujours en état de marche. Elle était utilisée afin de transvaser des marchandises de la ligne à voie standard à celle à voie étroite.
Les châteaux d'eau réservés aux machines à vapeur se trouvaient auparavant à la gare de Finsand.

## Service des voyageurs

### Accueil
La gare possède des aubettes. Il y a également une salle d'attente ouverte du lundi au vendredi (de 5h à 10h) mais uniquement du 1er octobre au 1er mai. Il n'y a pas de guichet mais des automates.

### Desserte
La halte est desservie par des trains locaux en direction de Kongsvinger et d'Asker et des trains grande ligne en direction de Karlstad et Stockholm.

### Intermodalités
Elle dispose d'un parking de 130 places et d'un parc à vélo couvert. C'est également une gare routière.